# Academia Barcarenense de Letras
A Academia Barcarenense de Letras (ABARCLE) é uma instituição literária do município de Barcarena, no Pará. Foi fundada pela Lei municipal nº 2260 de 2021. É composta atualmente por 21 membros titulares, 4 membros honoríficos, 2 membros beneméritos e 2 membros correspondentes. 
Tem por objetivo o cultivo da Literatura e das Artes.

## História

### Fundação

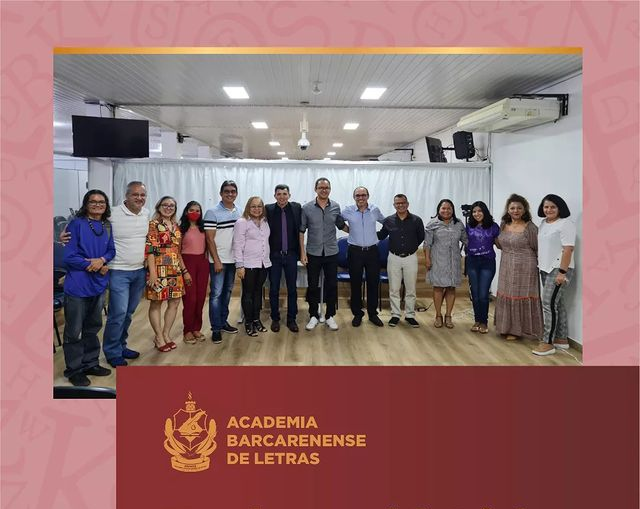
Criação do Projeto de Lei

A iniciativa foi tomada pelo professor de História, Hélio Santos, juntamente com as professoras Aldenora Cravo e Gabriela Furtado.

## Características

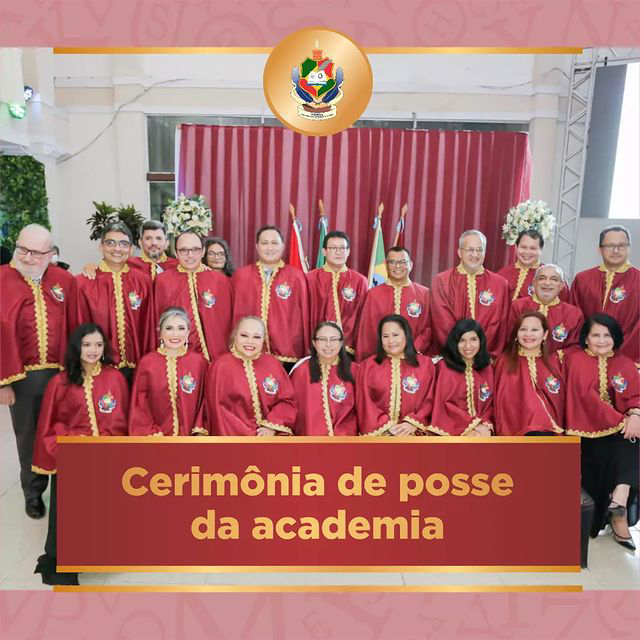
Fotografia da cerimônia de posso dos membros fundadores e os dos primeiros imortais.

## Membros titulares e seus respectivos patronos

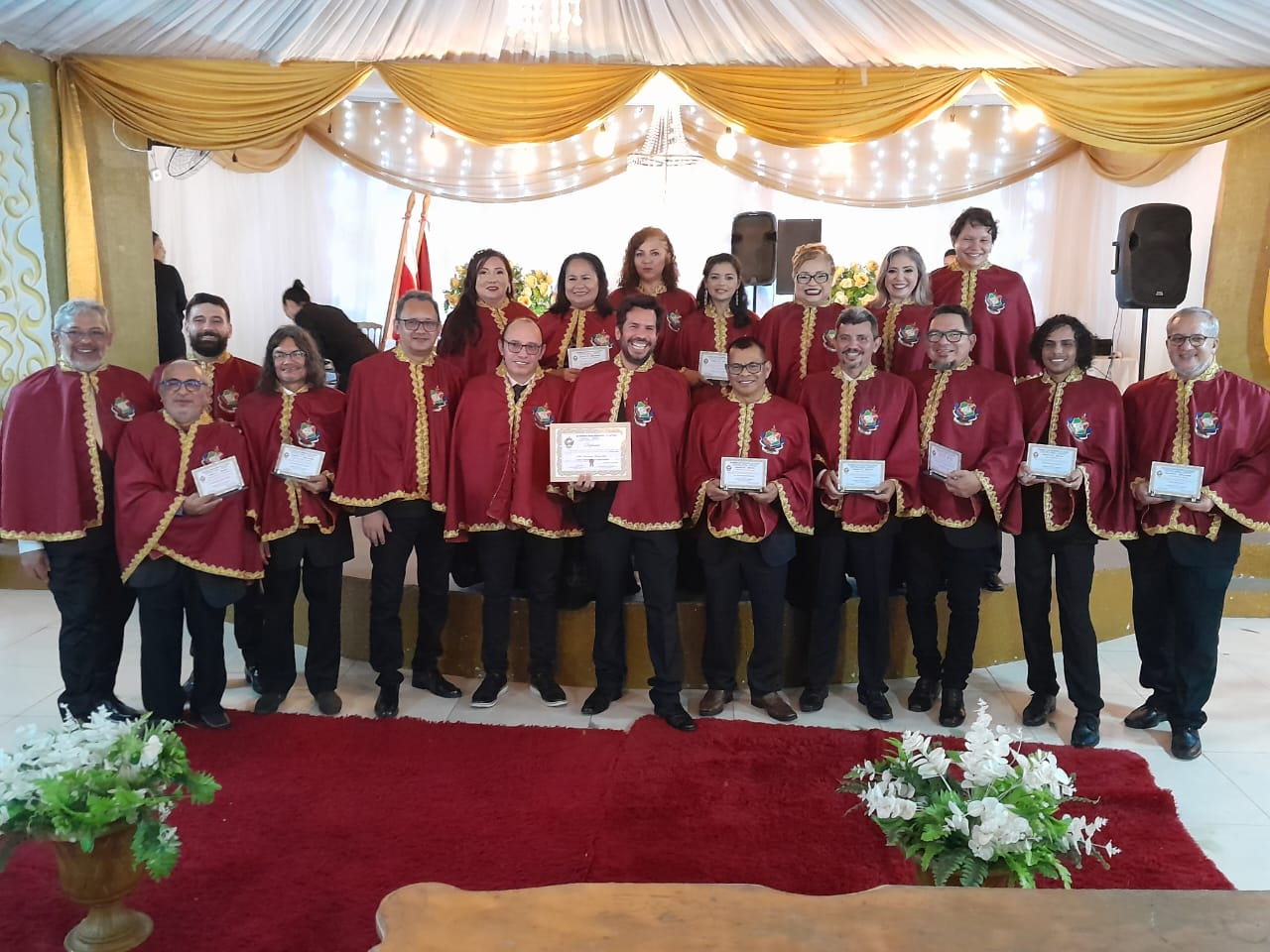
Fotografia da posse dos novos membros da ABARCLE.

A ABARCLE tem vinte e cinco cadeiras titulares; 21 estão ocupadas, sendo cada novo membro eleito pelos acadêmicos para ocupar uma cadeira vaga devido ao falecimento do último titular.
No quadro atual da Academia, o mais antigo dos Imortais é Fernando Jares, eleito em ..., e o mais novo é Leandro Barbosa Guerreiro, empossado no dia 01 de julho de 2023.

### Patronos das cadeiras
Para cada uma das vinte e cinco cadeiras, há um respectivo patrono, o qual foi uma personalidade que contribuiu para a cultura barcarenense, antes da fundação da Academia.
| Cadeira | Imagem do patrono | Patrono                                          | Imagem do fundador | Fundador                                    | Sucessores |
| ------- | ----------------- | ------------------------------------------------ | ------------------ | ------------------------------------------- | ---------- |
| 1       |                   | João Batista Gonçalves Campos (Cônego)           |                    | Dalva Valente Guimarães Gutierres           |            |
| 2       |                   | João Batista Gonçalves Campos (Visconde de Jari) |                    | Patrícia Regina de Almeida Moreira          |            |
| 3       |                   | Firmo Antônio Dias Cardoso Júnior                |                    | Sérnio Angelim dos Anjos                    |            |
| 4       |                   | Liberato Leal da Silva Cravo                     |                    | Luiz Antônio Valente Guimarâes              |            |
| 5       |                   | Hermes Alves da Costa Dias                       |                    | Orivaldo do Espírito Santo Magno Possa      |            |
| 6       |                   | Wandick Gutierrez                                |                    | Braulino da Poça Magno                      |            |
| 7       |                   | José Duarte Valente Júnior                       |                    | Fernando Antônio Jares Martins              |            |
| 8       |                   | Raimunda da Silva Costa de Moraes (Profª Ramita) |                    | Jorge Antônio Monteiro Maia                 |            |
| 9       |                   | Zenir Monteiro de Campos                         |                    | Aldenora do Socorro Silva de Oliveira Cravo |            |
| 10      |                   | Raimundo de Araújo Góes                          |                    |                                             |            |
| 11      |                   | Maria Siqueira dos Santos Dias (Tia Benta)       |                    | Gabriela Tavares Furtado                    |            |
| 12      |                   | Joaquim de Lima Vieira (Mestre Vieira)           |                    | Hélio de Souza Santos                       |            |
| 13      |                   | José Lúcio de Azevedo (Seu Lúcio)                |                    | Claudiane Anjos Santiago                    |            |
| 14      |                   | Raimundo Conceição Campos (Mestre Quirirú)       |                    | Francinete Costa Botelho                    |            |
| 15      |                   | Raimundo Rufino da Silva Almeida                 |                    | Raimundo Nonato Oliveira Sodré              |            |
| 16      |                   | Aracy Nazaré Moraes de Souza                     |                    | Luiz Sérgio da Silva Lacerda                |            |
| 17      |                   | Áurea do Socorro Dias Marques                    |                    | José Luís Moraes Souza                      |            |
| 18      |                   | Dulcecleia Furtado Barbosa (Batinha)             |                    | Jairo Antônio Castro Nascimento             |            |
| 19      |                   | Regina da Silva Campos                           |                    |                                             |            |
| 20      |                   | Terezinha de Jesus Cordeiro                      |                    | Rui Guilherme Lima do Carmo                 |            |
| 21      |                   | Carnem Masoller Borges                           |                    | Edson Anilo Cardoso de Moraes               |            |
| 22      |                   | Arthur Pereira da Silva                          |                    | Márcia de Souza Pinheiro                    |            |
| 23      |                   | Padre Carlos Borromeu                            |                    | Leandro Barbosa Guerreiro                   |            |
| 24      |                   | Sandoval Lage                                    |                    |                                             |            |
| 25      |                   | José Pires Rego                                  |                    |                                             |            |

## Projetos

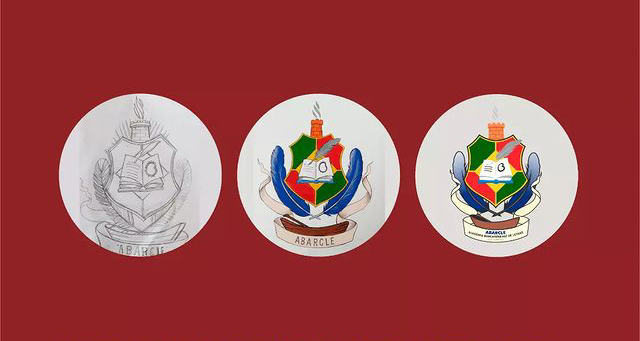
Designer do brasão da ABARCLE, criação de Sérnio Angelim.

### Membros Honorários
|  |  |
|  |  |
|  |  |

### Membros Beneméritos
|  |  |
|  |  |
|  |  |

### Membros Correspondentes
|  |  |
|  |  |
|  |  |

## Prêmios e publicações
A Academia Barcarenense de Letras agracia personalidades com os seguintes prêmios:
- Prêmio da ABARCLE;